# Anania metaleuca
Anania metaleuca là một loài bướm đêm trong họ Crambidae.